# Óscar Ugarteche
Óscar Ugarteche Galarza (Lima, 14 de julio de 1949) es un economista, escritor, profesor e Investigador Titular del Instituto de Investigaciones Económicas de la Universidad Nacional Autónoma de México, y activista LGBT peruano. Posee una amplia obra especializada en economía, finanzas internacionales, historia económica y economía mundial.

## Educación
Inició sus estudios superiores en Letras en la Pontificia Universidad Católica del Perú, para luego continuar con Fianzas en la Universidad de Fordham en Nueva York (1973), donde recibió el premio "Who is Who in American Colleges and Universities". Realizó una maestría en Finanzas Internacionales en la London Business School de Londres (1975) y un doctorado en Filosofía e Historia de la Universidad de Bergen, Noruega (2007).
En diciembre de 2015 recibió un Doctor Honoris Causa de la Universidad Nacional de San Agustín en Arequipa, Perú, por su contribución al conocimiento de la economía internacional.

## Carrera profesional
Como economista, ha contribuido en investigaciones para el Instituto Nacional de Planificación sobre la banca y el sistema de créditos en el Perú. Asimismo, se ha desempeñado como consultor para el Banco Mundial, la Conferencia de las Naciones Unidas sobre Comercio y Desarrollo (UNCTAD), Naciones Unidas, la Comisión Económica para América Latina y el Caribe (CEPAL), la Organización Internacional del Trabajo (OIT) y OXFAM.
Ha sido profesor de economía en la Pontificia Universidad Católica del Perú de manera intermitente entre 1980 y 2004 y en la Universidad Nacional Autónoma de México (UNAM). Ha sido profesor visitante en St Antony's College, Oxford (1986), Centre for Development Studies, U de Bergen (1993 y 1995), Institute for Latin American Studies, U de Londres (2000), Centro de Estudios Latinoamericanos de la Universidad Libre de Berlín (2011), Centro de estudios latinoamericanos de la U de Newcastle (2014). Fue merecedor de la beca Santander en este último.
Ha participado como columnista en numerosos medios de comunicación, como el Diario de Marka, Nueva Sociedad, Realidad Económica, Márgenes, Páginas del CEP, y más recientemente en América Latina en Movimiento (ALAI),   además de escribir libros y ensayos sobre economía, abarcando temas como la deuda pública y la globalización, con un especial enfoque en América Latina. Ha sido profesor de economía en la Pontificia Universidad Católica del Perú , Escuela de Gestión Pública Plurinacional de Bolivia,y actualmente en la Universidad Nacional Autónoma de México (UNAM).
Es colaborador con Columnas EFE, con ALAI / Agencia latinoamericana de información Quito, el Diario el Comercio de Lima, el Diario La República, Lima, así como con la revista Marka y el Diario de Marka en los años 1970.
Actualmente se desempeña como Investigador Titular del Instituto de Investigaciones Económicas de la Universidad Nacional Autónoma de México y coordina el Observatorio Económico Latinoamericano.
Como activista en favor de los derechos de los homosexuales peruanos, Ugarteche colaboró en la fundación del Movimiento Homosexual de Lima (MHOL).
Fue asesor de las comisiones negociadoras de la deuda externa de Nicaragua y Bolivia.
Desde el final de la primera vuelta electoral de las elecciones generales de Perú de 1990 formó parte del equipo técnico que asesoró al presidente electo Alberto Fujimori. Sin embargo, luego del triunfo de Fujimori, Ugarteche renunció al equipo técnico por desacuerdos en el futuro manejo de la deuda externa.

## Vida personal
Óscar Ugarteche es abiertamente gay y contrajo matrimonio bajo la legislación marital mexicana en octubre de 2010 con el mexicano Fidel Aroche.

### Caso Ugarteche
En 2011 Ugarteche intentó, a través del consulado peruano en México, inscribir su matrimonio en Perú, pero el Registro Nacional de Identificación y Estado Civil (RENIEC) se lo denegó argumentando que el artículo 234 del Código Civil establece que el matrimonio «es la unión voluntariamente concertada por un varón y una mujer legalmente aptos para ella», con lo cual Ugarteche decidió demandar a dicho organismo en 2012. El caso fue llevado por la Cuarta Sala Civil de la Corte Superior de Lima, que emitió un dictamen favorable al demandante, pero el RENIEC apeló y el proceso fue derivado al Séptimo Juzgado Constitucional de Lima, que volvió a fallar a favor del matrimonio Ugarteche-Aroche y ordenó al RENIEC el reconocimiento de dicha unión, pero el organismo apeló y el proceso fue remitido nuevamente a la Cuarta Sala Civil de la Corte Superior de Lima que en 2018 anuló la sentencia en primera instancia por un tema de forma (la demanda fue presentada fuera de plazo administrativo).
En 2018, Ugarteche decidió entonces demandar al Estado peruano ante el Tribunal Constitucional (TC). El 3 de noviembre de 2020 el TC rechazó por mayoría (cuatro votos en contra y tres a favor) la demanda de amparo de Ugarteche (TC Exp. N° 01739-2018-PA/TT.) Tras la negativa del TC, Ugarteche anunció que llevará su pretensión a la Corte Interamericana de Derechos Humanos.

## Trabajos académicos
- Teoría y práctica de la deuda externa, 1980.
- Orcar Ugarteche, Carlos Malpica y Augusto Zúñiga (editores), Deuda Externa, Problemas y soluciones, Lima, SERPO, 1985
- El estado deudor. Economía y política de la deuda: Perú y Bolivia 1968-1984, 1986.
- Las Reformas Económicas en la Unión Soviética, Lima, Fundación FiedrichEbert, Lima – Perú, 1989
- Inserción y deuda. Perú 1985-1990. Un caso especial, Lima, Editorial FONDAD - DESCO - CEPES,1991.
- La hegemonia en crisis. Desafíos para la economía de América Latina, Lima, Editorial Fundación Ebert,1991.
- El falso dilema. América Latina en la economía global, Lima – Caracas, Fundación Ebert, Nueva Sociedad, 1997, segunda impresión 1999, 264 p., ISBN 980-317-113-5.
- India bonita (o, Del amor y otras artes) : ensayos de cultura gay en el Perú, 1997.
- La arqueología de la modernidad, Lima, Editorial Desco, 1998, segunda edición 1999, 253 p., ISBN 9972-670-02-3.
- Babilonia la grande, 1999.
- The False Dilemma. Latin America in the World Economy, Londres, ZEDBooks, 2000. 280 p., ISBN 85649 689 9.
- Adiós Estado, bienvenido mercado,Lima, Fundación Ebert-Universidad Nacional Mayor de San Marcos, 2004, 5.ª impresión 2006, 168 p., ISBN 9972-46-265-X
- Veinte años después... La deuda de los países andinos,Lima, PLADES y Comunidad Andina CCLA, 2004.
- Vicios Públicos. Poder y Corrupción, Lima, Fondo de Cultura Económica-Sur, 2005, 368 p., ISBN 9972-663-42-6.
- Genealogía de la arquitectura financiera internacional: una visión desde América Latina, México, IIEC-UNAM, 2007.
- Historia crítica del Fondo Monetario Internacional,Breviarios de Investigaciones Económicas, México, IIEc-UNAM,  ISBN 978-607-02-0652-8, 2009
- La crisis global y la regionalización: una visión desde América Latina (comp.), Lima, LATINDADD, 2009.
- Más Allá de Bretton Woods. La economía trasnacional en busca de nuevas instituciones, Editorial Académica Española, Saarbrucken, ISBN 978-3846578230, 2012,
- La Gran Mutación. El capitalismo real del siglo XXI. México, IIEC UNAM, 128p. ISBN-13: 978-6070245046 2013.
- Óscar Ugarteche Galarza, Bibiana Medialdea, Nacho Álvarez, Iolanda Fresnillo, Juan Laborda,  Qué hacemos con la deuda, Editorial Akal, Madrid, 2013, 100pp.  ISBN 978-8446038979
- La Arquitectura financiera internacional. Una Genealogía 1850-2008, IIEC UNAM, 2014
- Historia Crítica del FMI, 2.ª ed. México, IIEc-UNAM, ISBN 978-607-02-6357-6, 2014
- Arquitectura financiera internacional. Una Genealogía 1850-2008, IIEC-UNAM/AKAL, Madrid, 2017